# شی وی
شی وی (انگلیسی: Shi Wei؛ زادهٔ ۳ فوریهٔ ۱۹۷۰) بازیکن هندبال اهل چین بود. وی در بازی‌های المپیک تابستانی ۱۹۹۶ شرکت کرده‌است.